# Berrobi
Berrobi est une commune du Guipuscoa dans la communauté autonome du Pays basque en Espagne.

## Toponyme
Berrobi parait être un toponyme descriptif et issu de la langue basque. Le terme berro a diverses significations en basque bien que tous aient un rapport généralement avec la végétation humide et frondeuse. En plus de faire référence à la plante connue en espagnol sous le nom de berro, il peut désigner aussi un lieu humide et sombre où croissent les cressons, ronces, arbrisseaux, haies, et incluant les semis, terres préparées pour la culture.
La seconde partie du toponyme -bi, pourrait être en rapport avec (i)bi signifiant « gué » ou bi(de), « chemin » en basque.
Koldo Mitxelena dans son livre Apellidos Vascos donna au toponyme la signification étymologique de chemin de ronces.
Le village se situe sur les bords de la rivière Zelai ou Berastegi dans un rétrécissement de la vallée.
Le nom s'écrit de la même manière en espagnol qu'en basque.

## Personnalités
- Iñigo Altuna (1979) : pelotari professionnel.
- Txomin Garmendia (1934) : écrivain et bertsolari.

### Sources
- (es) Cet article est partiellement ou en totalité issu de l’article de Wikipédia en espagnol intitulé « Berrobi » (voir la liste des auteurs).